# Boone County (Indiana)
Boone County ist ein County im Bundesstaat Indiana der Vereinigten Staaten. Der Verwaltungssitz (County Seat) ist Lebanon.

## Geographie
Das County liegt etwas westlich des geographischen Zentrums von Indiana und hat eine Fläche von 1096 Quadratkilometern, wovon ein Quadratkilometer Wasserfläche ist. Es grenzt im Uhrzeigersinn an folgende Countys: Clinton County, Hamilton County, Marion County, Hendricks County und Montgomery County.

## Geschichte
Boone County wurde am 29. Januar 1830 aus Teilen des Hendricks County und des Marion County gebildet. Benannt wurde es nach Daniel Boone, ein US-amerikanischer Pionier und Grenzer, der den so genannten Wilderness Trail erschloss und die Stadt Boonesborough in Kentucky gründete.
11 Bauwerke und Stätten des Countys sind im National Register of Historic Places eingetragen (Stand 31. August 2017).

## Demografische Daten

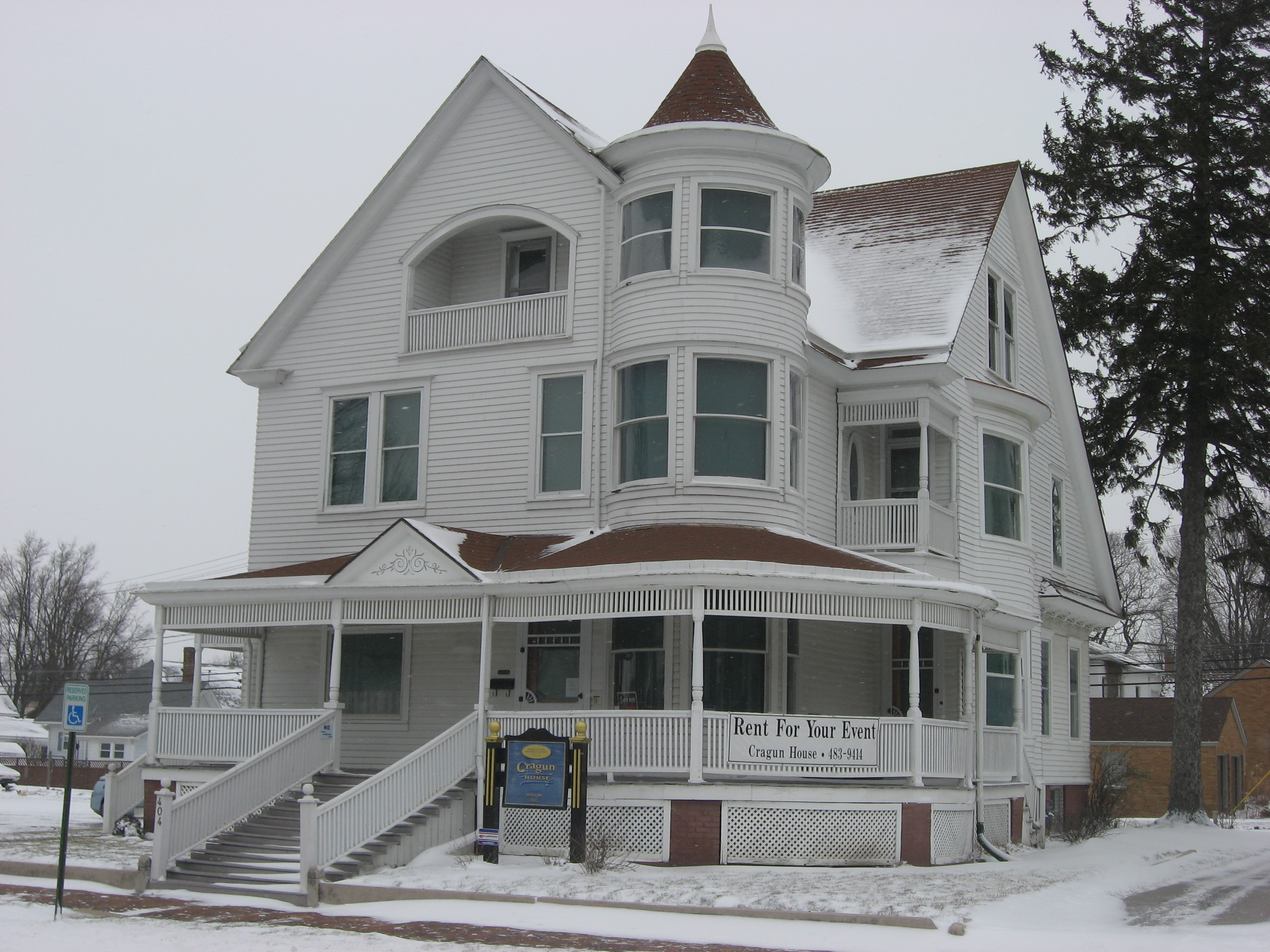
Das Strange Nathanial Cragun House, gelistet im NRHP

Nach der Volkszählung im Jahr 2000 lebten im Boone County 46.107 Menschen in 17.081 Haushalten und 12.810 Familien. Die Bevölkerungsdichte betrug 42 Einwohner pro Quadratkilometer. Ethnisch betrachtet setzte sich die Bevölkerung zusammen aus 97,92 Prozent Weißen, 0,35 Prozent Afroamerikanern, 0,26 Prozent amerikanischen Ureinwohnern, 0,46 Prozent Asiaten, 0,01 Prozent Bewohnern aus dem pazifischen Inselraum und 0,40 Prozent aus anderen ethnischen Gruppen; 0,60 Prozent stammten von zwei oder mehr Ethnien ab. 1,16 Prozent der Bevölkerung waren spanischer oder lateinamerikanischer Abstammung.
Von den 17.081 Haushalten hatten 38 % Kinder unter 18 Jahre, die mit ihnen im Haushalt lebten. 64,4 Prozent waren verheiratete, zusammenlebende Paare, 7,8 Prozent waren allein erziehende Mütter und 25 % waren keine Familien. 21,1 Prozent waren Singlehaushalte und in 8,6 Prozent lebten Menschen mit 65 Jahren oder darüber. Die Durchschnittshaushaltsgröße betrug 2,65 und die durchschnittliche Familiengröße lag bei 3,09 Personen.
28,3 Prozent der Bevölkerung waren unter 18 Jahre alt, 6,3 Prozent zwischen 18 und 24, 30,2 Prozent zwischen 25 und 44 Jahre. 23,4 Prozent zwischen 45 und 64 und 11,8 Prozent waren 65 Jahre alt oder älter. Das Durchschnittsalter betrug 37 Jahre. Auf 100 weibliche Personen kamen 95,4 männliche Personen. Auf 100 Frauen im Alter von 18 Jahren und darüber kamen 90,9 Männer.
Das jährliche Durchschnittseinkommen eines Haushalts betrug 49.632 USD, das Durchschnittseinkommen der Familien 58.879 USD. Männer hatten ein Durchschnittseinkommen von 39.534 USD, Frauen 26.266 USD. Das Prokopfeinkommen betrug 24.182 USD. 3,8 Prozent der Familien und 5,2 Prozent der Bevölkerung lebten unterhalb der Armutsgrenze.

## Orte im County
- Advance
- Big Springs
- Brendan Wood
- Eagle Village
- Eaglewood Estates
- Elizaville
- Elmwood
- Fayette
- Gadsden
- Hazelrigg
- Herr
- Jamestown
- Lebanon
- Log Cabin Crossroads
- Max
- Mechanicsburg
- Milledgeville
- New Brunswick
- Northern Meadows
- Northfield
- Northfield Village
- Pike
- Rosston
- Royalton
- Russell Lake
- Shannondale
- Shepherd
- Stringtown
- Terhune
- Thorntown
- Ulen
- Waugh
- Whitestown
- Zionsville

Townships
- Center Township
- Clinton Township
- Eagle Township
- Harrison Township
- Jackson Township
- Jefferson Township
- Marion Township
- Perry Township
- Sugar Creek Township
- Union Township
- Washington Township
- Worth Township

## Flüsse
- Eagle Creek
- Big Walnut Creek
- Prairie Creek
- Sugar Creek
- White Lick Creek